# Kasper Thiesson Kristensen
Kasper Thiesson Kristensen, född 4 augusti 1999, är en dansk fotbollsmålvakt som spelar för Esbjerg fB. Hans yngre bror, Thomas Thiesson Kristensen, är också en fotbollsspelare.

## Karriär
Thiesson Kristensens moderklubb är FC Skanderborg som han 2015 lämnade för spel i AGF. Han debuterade för AGF i Superligaen den 9 november 2018 i en 2–0-förlust mot Brøndby IF efter att förstemålvakten Óscar Whalley blivit utvisad.
I mars 2021 värvades Thiesson Kristensen av Trelleborgs FF, där han skrev på ett ettårskontrakt. Thiesson Kristensen gjorde sin Superettan-debut den 3 maj 2021 i en 1–1-match mot Jönköpings Södra IF. I augusti 2021 förlängde han sitt kontrakt i klubben fram över säsongen 2023.
I januari 2024 värvades Thiesson Kristensen av FC Helsingør, där han skrev på ett tvåårskontrakt. I juli 2024 värvades Thiesson Kristensen av Esbjerg fB, där han skrev på ett tvåårskontrakt.